# Liquid Glass
Chronologie des versions
Flat design (introduit sur iOS 7)
Liquid Glass est une interface graphique utilisateur et un langage de conception développé par Apple comme un thème visuel unifié entre les systèmes d'exploitation iOS, iPadOS, macOS Tahoe, tvOS, et watchOS. Cette nouvelle interface est annoncée le 9 juin 2025 lors de la septième Worldwide Developers Conference (WWDC). Liquid Glass propose une interface plus fluide et semblable à du verre, introduite dans iOS 26, iPadOS 26, macOS Tahoe, tvOS 26 et watchOS 26,.

## Principes
Apple décrit le « verre liquidifié » comme un matériau dynamique qui associe les « propriétés optiques du verre à un sentiment de fluidité ». Selon les directives d'interface humaine mises à jour d'Apple, les applications réalisées avec le verre liquide doivent présenter une hiérarchie entre le contenu et les commandes, une harmonie entre les éléments d'interface et les appareils, ainsi qu'une cohérence entre les différentes tailles de fenêtres et d'écrans.
Le design présente des éléments qui changent automatiquement autour de leur environnement en reflétant et en réfractant la lumière d'une manière qui ressemblerait à du verre. Les éléments numériques sont transparents, ce qui contraste avec les reflets extérieurs de la forme qu'ils prennent.

## Implémentation
Liquid Glass est utilisé dans les composants de iOS 26 tels que le texte, curseurs, interrupteurs à bascule, alertes, panneaux, barres latérales, champs de recherche, boutons, menus et barre d'outils et remplace l'ancien design en verre dépoli.
Liquid Glass est aussi présent dans les applications par défaut, sur l'écran d’accueil et les applications tierces. En termes de design, Liquid Glass est influencé par l'interface Aqua de macOS, le flou gaussien d'iOS 7, les mouvements sur l'iPhone X et la Dynamic Island de l'iPhone 14 Pro, ainsi que de l'interface « en verre » de visionOS,.

## Accueil
L'accueil du design a été relativement positif, bien que des inquiétudes quant à la lisibilité aient été exprimées,. De plus, de très nombreux utilisateurs sur les réseaux sociaux ont trouvé une certaine ressemblance avec Frutiger Aero (en) et Windows Aero, popularisé par Windows Vista,. Liquid Glass pourrait avoir des effets majeurs sur le corporate design et offrir une alternative au design « flat », majoritaire pour l'instant.